# Crash Me
Crash Me è il primo album del gruppo musicale Bambole di pezza, pubblicato nel 2002 dalla Tube Records.
Tra i temi trattati ci sono le sbronze, i concerti e il divertimento.

## Tracce
1. Le streghe – 2:50
2. Peace & Love – 2:31
3. Be in Your Mind – 2:41
4. Veleno magico – 2:52
5. La mantide – 2:56
6. Stato puro d'odio – 2:58
7. Crash Me – 3:55
8. On the Road – 3:03
9. Rock 'n' Roll – 2:59
10. Squarci d'immagine – 4:25
11. Vieni con me – 3:56
12. Paranoia – 3:19